# Skuggan av Mart
Skuggan av Mart är en teaterpjäs av Stig Dagerman skriven 1948. Den handlar om den fumlige och bortkomne Gabriel som lever helt i skuggan av sin bror, den tappre soldaten Mart som dött i kriget och som oupphörligt idealiseras av den dominerande modern.
Pjäsen hade premiär på Dramaten den 10 september 1948 i regi av Göran Gentele med Per Oscarsson och Tora Teje i huvudrollerna. Den fick ett ganska kyligt mottagande men har senare spelats på Göteborgs stadsteater (1948), Riksteatern (1949), Uppsala stadsteater (1956) och i flera uppsättningar i svensk och utländsk TV och radio. Utomlands är Skuggan av Mart sannolikt Dagermans mest spelade pjäs. Den grekiska kompositören Eleni Karaindrou, mest känd för musiken till Theo Angelopoulos filmer, har skapat ett musikstycke, "Marty's Shadow", till dramat.